# NGC 28
NGC 28 là một thiên hà hình elip nằm trong chòm sao Phượng Hoàng. Nó được phát hiện vào ngày 28 tháng 10 năm 1834 bởi John Herschel. 